# Selkäsaari (ö i Norra Österbotten, Koillismaa, lat 65,80, long 28,50)
Selkäsaari är en ö i Finland. Den ligger i sjön Kostonjärvi och i kommunen Taivalkoski i den ekonomiska regionen  Koillismaa ekonomiska region  och landskapet Norra Österbotten, i den nordöstra delen av landet, 600 km norr om huvudstaden Helsingfors. Öns area är 2,3 hektar och dess största längd är 230 meter i nord-sydlig riktning.